# الكنيسة الكاثوليكية والعرق
تعارض الكنيسة الكاثوليكية العنصرية والتمييز على أساس العرق، ولكنها، على مدى فترة من التاريخ، في القرن العشرين عززت «ممارسات عنصرية»، ولذلك وُجّهت إليها انتقادات في ما يخص قصور المحاولات البناءة للعمل على إزالة التوترات العرقية. يمكن رؤية ذلك من خلال دراسة الأجناس المختلفة بما في ذلك اليهود، والأمريكيون الأفارقة، والسكان الأصليون. مع ذلك، فإن اعتراف الكنيسة الكاثوليكية «بنقائصها الأخلاقية» و«تواطئها» في ما يتعلق بهذه القضية قد أدى إلى بذل جهود معززة وتدريجية لحل المشكلة، وزاد تنبيه البابا يوحنا الثالث والعشرين في عام 1958 من وتيرة حلها. يتضمن ذلك الموقف الحالي للكنيسة الكاثوليكية في ما يتعلق بالعنصرية والتمييز، فضلًا عن ردود فعل الكنيسة، التي يُسلط الضوء عليها من خلال الأهداف المختلفة لمختلف الجماعات الكاثوليكية، والتي طُورت في محاولة لمكافحة الأيديولوجيا العنصرية والترويج لثقافة أكثر شمولية.

## نبذة تاريخية
عارض بيوس الحادي عشر العنصرية، معتبرًا إياها شكلًا من أشكال المادية وخطأ عقائدي.
تُعد مساهمة الكنيسة الكاثوليكية في ممارسة العنصرية ومشاركتها فيها، من خلال فشلها الملحوظ في الدفاع عن بعض الأقليات ضد اللغة والسلوك العنصريين، موثقة على نحو جيد على مر التاريخ. من الممكن إيجاد أمثلة محددة عند دراسة سلوك الكنيسة من ناحية علاقتها بثلاث فئات في المجتمع: اليهود، والأمريكيون الأفارقة، والسكان الأصليون. تهدف الفقرات التالية إلى تحديد موقف الكنيسة وسلوكها، عبر مختلف العصور التاريخية، في ما يتعلق بهذه الأقليات العرقية.

### أعراق مختلفة

#### اليهود
لطالما كانت للكنيسة الكاثوليكية علاقة متوترة مع العقيدة اليهودية، إذ يتخذ المسيحيون موقفًا سلبيًا تجاه اليهود ويعارضونهم بشدة، لدرجة أنه يمكن ملاحظة وجود «مستوى متطرف من العداء ضد اليهود غرسته الكنيسة في الأذهان»، يعود إلى القرن السادس عشر، إذ منعت «قوانين نقاء الدم» وحدت من تولي الأشخاص، الذين تحولوا عن اليهودية، مناصب عامة. يمكن ملاحظة أمثلة أخرى على السلوك العنصري الممنهج عبر التاريخ، بما في ذلك الخطاب العنصري الوارد في المؤلفات المسيحية وسلوك بعض الشخصيات الكاثوليكية البارزة تجاه الطائفة اليهودية. توجد أمثلة متعددة لهذه الحوادث، بدءًا من القرن السابع عشر، إذ وظف الفاتيكان شخصًا سيئ السمعة «تحول إلى اليهودية» ليتحدث معارضًا تعميد أعضاء الطائفة اليهودية، وحدثت في القرن التاسع عشر استقالة قسرية لرئيس أساقفة بسبب أصله اليهودي.
مع ذلك، كانت الحرب العالمية الثانية لحظة محورية بالنسبة للكنيسة الكاثوليكية ولإدراكها لليهودية، إذ تركزت القراءات التاريخية في معظمها على توثيق أوجه قصور الكنيسة في شجب السلوك المعادي للسامية خلال هذه الفترة.
تحقق، على نحو تدريجي، تحول في النظرة إلى اليهودية والمجتمع اليهودي، إلى حد كبير من خلال المجمع الفاتيكاني الثاني الذي دعا إليه البابا يوحنا الثالث والعشرون. في وثيقته نوسترا اتيت أعلن المجمع بأغلبية ساحقة رفضه الخطاب القائل بأن الله لم ينظر بلطف إلى اليهود، مشيرًا إلى أنه لا يمكن محاسبتهم عن صلب يسوع. أصدر الفاتيكان في وقت لاحق وثيقة تعكس مسؤولية الكنيسة في تمييزها ضد اليهود، بعنوان «نحن نتذكر: تأملات في المحرقة».